# Anton Rosell
Anton Rosell, född den 3 juli 1828 i Ärtemark, Älvsborgs län, död den 30 januari 1904 i Göteborg, var en svensk präst.
Rosell blev student vid Uppsala universitet 1849, filosofie doktor 1857 samt docent i teoretisk filosofi 1858. Han utnämndes till lektor i filosofi och svenska språket i Växjö 1863 samt blev rektor där 1869. Prästvigd 1868, avlade Rosell pastoralexamen 1871 och blev kyrkoherde i Landskrona 1874. År 1879 blev han domprost i Göteborg. Rosell, som 1893 utnämndes till teologie doktor, var preses vid prästmötet i Göteborg 1896 och ledamot av kyrkomötet 1888, 1893 och 1898. 
Edvard Magnus Rodhe skriver i Nordisk familjebok: ”R. var en rikt begåfvad man med vidsträckt humanistisk bildning, till hvilken han under årens lopp fogade gedigna teologiska kunskaper. En varmhjärtad kristlig personlighet, var han en framstående, gärna hörd predikant. Därjämte var han en synnerligen lycklig såväl högtids-  som tillfällighetstalare.”
Rosell är idag främst ihågkommen som upphovsman till citatet på det enkronorsmynt som präglades 2009 till minne av Märkesåret 1809: Den underbara sagan om ett land på andra sidan hafvet (ur Studentbesök i Finland 1857).